# X–31
Az X–31 szuperszonikus kísérleti repülőgép, melyet amerikai-német együttműködéssel hoztak létre, a tolóerővektor-irányítás problémáinak tanulmányozására, melyet elsősorban a vadászrepülőgépek manőverezőképességének javítására használnak. A tolóerővektor eltérítését a repülőgép hajtóműve mögé felszerelt három, nagyméretű, hőálló terelőlapáttal oldották meg.